# 泰耶芒
泰耶芒（法語：Theillement，法語發音：[tɛjmɑ̃]）是法国厄尔省的一个旧市镇，位于该省北部偏西，属于贝尔奈区。2017年1月1日，泰耶芒和相邻的鲁穆瓦地区博勒努合并为新市镇泰努维尔（Thénouville）。

## 地理
泰耶芒（49°17'17"N, 0°47'58"E）面积7.14 平方千米，位于法国诺曼底大区厄尔省，该省份为法国北部内陆省份，北起滨海塞纳省，西接奧恩省和卡爾瓦多斯省，南至厄尔-卢瓦省，东临瓦兹省、瓦兹河谷省和伊夫林省。
与泰耶芒接壤的市镇（或旧市镇、城区）包括：鲁穆瓦地区博勒努。

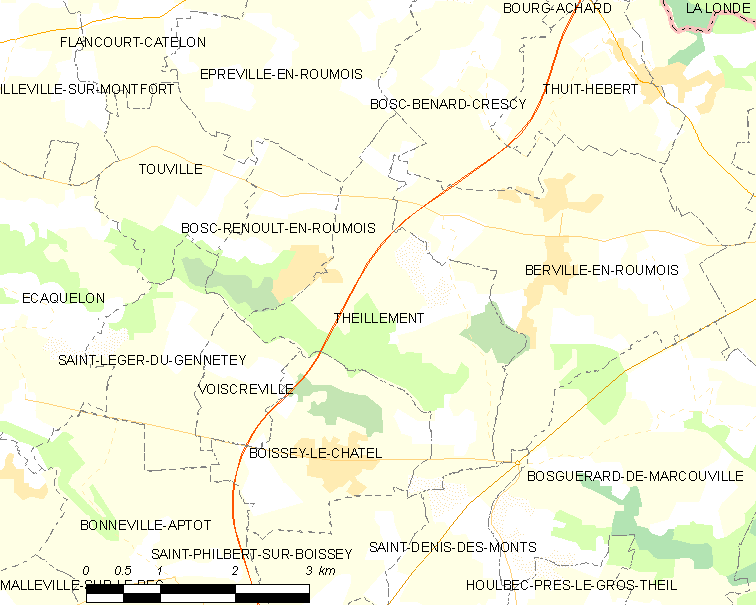
泰耶芒的OSM定位图

泰耶芒的时区为UTC+01:00、UTC+02:00（夏令时）。

## 行政
泰耶芒的邮政编码为27520，INSEE市镇编码为27626。

## 政治
泰耶芒所属的省级选区为大布特鲁尔德县。

## 人口

1962-2008年间泰耶芒人口变化图示

泰耶芒于2018年1月1日时的人口数量为426人。